# Сребро
Среброто (на латински: argentum, химичен знак Ag) е химичен елемент, преходен метал, с пореден номер 47 в периодичната система на елементите. То е с бял цвят и красив метален блясък. Спада към групата на благородните метали. Среброто има най-високата електропроводимост сред металите. Лесно се поддава на обработка и се използва в електронните продукти, както и в бижутерията.

## Откриване
Самородно сребро се среща в природата, което е дало възможност на човечеството да познава метала от доисторически времена. Намерени са сребърни украшения от Египет, датирани от 4 хил. пр.н.е. През 2 хилядолетие пр.н.е. среброто се е наричало „бяло злато“ и се е ценяло по-високо заради своята рядкост в сравнение със златото, което е било открито преди среброто и е било по-достъпно. В Европа среброто е било познато около 1000 г. пр.н.е.

## Произход на наименованието
Названието на среброто в различните езици се свързва с неговата белота. Алхимиците през средновековието го наричали „луна“ и го отбелязвали с образа на луната след новолуние. Смята се, че коренът на латинското наименование „аргентум“ произлиза от гръцкото „арг“ – „пламтя“, „блестя“. Българското название на среброто има старославянски произход.

## Разпространение
Разпространението на среброто в земната кора е 7×10-6% по маса, което му отрежда 66-о място сред всички елементи и първо място сред благородните метали.
Среброто понякога се среща в самородно състояние или в спалви със среброто и златото, но най-често е свързано. Известни са около 200 минерала съдържащи сребро. Има минерали, в които съдържанието на сребро надвишава 50%, като например Ag2S, аргентит; AgCl, рогово сребро или кераргирит; Ag3[SbS3], прираргирит; Ag3[AsS3], прустит и др. В рудите си среброто се свъзва със сяра, селен, телур или халогени. Много често е като примес към някои сулфидни руди (до 15%), но най-вече на галенита – PbS под формата на Ag2S. В този случай се говори за среброносен галенит. Съдържанието му в морската вода възлиза на около 0,001 g/m3.
Среброто е един от металите, които са били известни на човечеството от най-дълбока древност. Египетският фараон Менес с указ е определил отношението между цената на златото и среброто. Архимед определя наличието на сребро в короната на сиракузкия цар Хиреон посредством относителната плътност. През Средновековието алхимиците са го олицетворявали с Луната, като са му давали и съответния знак. Името на държавата Аржентина идва от латинското име на този метал – argentum (испанските завоеватели смятали, че там има големи залежи от сребро).

## Получаване
Среброто се среща в природата като сплав със златото или в руди, съдържащи сяра, арсен, антимон или хлор. Основна суровина за добиването на сребро са медни, медно-никелови, оловни и оловно-цинкови руди, добивани в Перу, Мексико, Китай, Австралия, Чили, Полша и Сърбия. В Перу и Мексико среброто се добива от 1546 г. насам и те си остават най-големите производители в света. Мините с най-голям добив се намират във Фреснильо (Мексико), Канингтън (Австралия), Дукат (Магаданска област, Русия), Учукчакуа (Перу) и Грийн Крийкс (Аляска).
В България се получава среброто се получава като страничен продукт от оловни и калаени руди, добити в Родопите.
Металът се получава с висока чистота (до 99,999%) чрез електролизно рафиниране. В зависимост от съдържанието на другите елемнти в рудата, са разработени подходящи методи за извличане на среброто. Когато рудата е Ag2S или AgCl, тя се обработва по подходящ начин с NaCN, при което се получава Na[Ag(CN)2]. Тази комплексна сол се подлага на електролиза, при което среброто се отлага на катода. Но най-често то се получава от среброносния галенит, като на обработка се подлага руда, в която неговото количество е не по-малко от 0,02%. При съдържащите олово руди се прави обогатяване на Ag на сплавта олово-сребро, като се използва евтектикумът на системата, който лежи при 304 °C и 2,5%. Това обогатяване е предположено от Патисон и често се нарича „патисонизация“.
Полученото сребро се рафинира по електрохимичен път.

## Физични свойства
Чистото сребро е блестящ метал с относителна плътност 10,5 g/cm3 и кубична стеноцентрична кристална решетка. Топи се при 961,78 °C, а кипи при 2162 °C, като парите са му едноатомни и синьо оцветени. Температурата му на топене е приета за фиксирана точка по ITS-90. То е меко, ковко и пластично и може да се обработва механически, но все пак е по-твърдо от златото и по-меко от медта. Може да се изкове на лист с дебелина около 2 μm, който пропуска светлина със синьозелен цвят. Леенето на среброто е невъзможно, тъй като подобно на медта в стопено състояние то разтваря значителни количества въздух, като при застиването кислородът се отделя и разкъсва втвърдената повърхност (при центробежното леене няма такива дефекти). Неговите сплави обаче могат да се леят. Среброто е най-добрият проводник на електричество и топлина. Металът има диамагнитни свойства и неговата магнитна възприемчивост не зависи от температурата. Отразява 95% от видимата и до 98% от инфрачервената светлина. Атомното тегло на среброто е 107,8682(2) g/mol.

### Изотопи
Природното сребро е смес от два стабилни изотопа със следните съотношения (за Земята) и процес на синтезиране в звездите: 107Ag – 51,839%, s- и r-процес и 109Ag – 48,161%, също s- и r-процес, респективно.
Такова равновесие в наличието на два изотопа на един елемент е сравнително рядко, като се среща при елементи с нечетен брой на протоните в ядрото.
Освен естествените, съществуват и 38 изкуствено синтезирани радиоактивни изотопа, като най-стабилният е 105Ag с време на полуразпад 41,29 дни, 111Ag има време на полуразпад 7,45 дни и 112Ag е с време на полуразпад 3,13 часа. Останалите радиоактивни изотопи се разпадат бързо, като повечето имат време на полуразпад по-малко от 3 минути.

## Химични свойства
Среброто се намира в 11 група, 5 период. В електронната си обвивка има 47 електрона, разположени в пет електронни слоя. Във външния си слой има 1 електрон. На електронния слой, разположен под външния, има 18 електрона и той е незавършен. Среброто има следната електронна структура:
K-, L- и M-слоевете са запълнени и следват 4s24p64d105s1. Наново се добавя електрон в 5s1-подслой на родия и 5s0-подслой на паладия.
Атомният радиус на среброто е сравнително малък и затова то здраво задържа валентните си електрони. Ето защо елементът има слаба редукционна способност. При химичните взаимодействия участва с единия си електрон от външния електронен слой и проявява първа валентност. В химичните съединения е от +1 (най-устойчива), +2, +3 и +4 степен на окисление.
То не се окислява, затова се причислява към „благородните метали“, заедно със златото и металите от платиновата група. Среброто е най-реактивоспособното от благородните метали. Въпреки това е слабо активно в сравнение с другите матали.
При нагряване от 170°С, се покрива с тънък оксиден слой съгласно уравнението:
{\displaystyle {\ce {4Ag + O2 ->[t] 2Ag2O}}}.
Под действието на озона, образува оксидите Ag2O2 и Ag2O3. При 450°С среброто разтваря до 5 обема кислород, а в течно състяние – до 22 обема. Това довежда до разпръсване на среброто, което може да бъде опасно. За да бъде избегнато, се добавя химичен редуктор, например въглища, към разтопеното сребро.
Със сероводорода реагира винаги, при което повърхността почернява вследствие образуването на Ag2S. На това се дължи потъмняването на сребърни предмети, когато са стояли на въздуха дълго време или са били внесени в минерални бани, миришещи на сяра. При сплав от 80% Ag и 20% Pd почерняване не се наблюдава.
То се разтваря в HNO3, както и в гореща концентрирана H2SO4, които действат окислително:
{\displaystyle {\ce {3Ag + 4 HNO3 -> 3AgNO3 + NO + H2O}}} и
{\displaystyle {\ce {Ag + 2 H2SO4 ->[t] AgSO4 + SO2 + 2H2O}}}.
С хлороводородната, бромоводородната и йодоводородната киселина образува комплекси:
{\displaystyle {\ce {2Ag + 4HI -> 2H[AgI2] + H2}}}.
Основите не му действат дори и когато са в стопилка.
Алкалните цианиди в присъствие на кислорода го атакуват поради образуването на комплексното съединиение аргентоцианид – напр. натриев аргентоцианид (Na[Ag(CN)2]). Почти всички метали го изместват в елементарно състояние от водните разтвори на неговите соли, например:
{\displaystyle {\ce {2Ag^+ + Cu -> Cu^2+ + 2Ag}}}
Свободните халогени го атакуват бавно при нормална температура.
С металите среброто образува множество интерматални съединения и сплави. С паладия и златото образува образува непрекъснат процентен ред на твърди разтвори, а с медта, никела и оловото – евкетични сплави. С останалите метали образува интерметални съединения с различен състав.
Тъй като среброто е меко, най-често се среща сплавено с други метали и обикновено с мед. Сребърните сплави се употребяват за приготвяне на бижута, сребърни монети и др. Съдържанието на среброто в сплавта се изразява в проба или титър. Тя показва колко части Ag се съдържат в 1000 части сплав. Среброто се сплавя с много метали, включително и с живака.

### Съединения на сребро +1
Среброто се проявява най-вече от първа валентност и много рядко от втора или трета валентност. В голямата си част едновалентните му съединения са малко разтворими във вода. Много разтворими са флуоридът и нитратът. Хидратираният сребърен йон е безцветен, но с редица безцветни аниони образува цветни съединения, като например AgBr, Ag2CO3, AgI и други, които са обикновено жълто обагрени. Някои соли на среброто, например сулфатът и нитратът, са изоморфони със съответните, но безводни соли на натрия. Малко разтворимите във вода съединения се разтварят в някои реактиви като например Na2S2O3, амоняка, NaCN и други, като се формират комплексни съединения.

#### Дисребърен оксид – Ag2O
Получава се като черна утайка при реакцията между сребърна сол и алкален хидроксид. Всъщност би трябвало да се получи AgOH, обаче хидроксидът бързо се обезводнява при условията на утаителния процес:
{\displaystyle {\ce {2Ag^+ + 2OH^- ->}}}{\displaystyle {\ce {2AgOH v <-> Ag2O v + H2O}}}
Малко се разтваря във вода, но тази част, която е разтворена, определя ясно алкалната реакция на разтвора. AgOH е силна основа, което се доказва от това, че сребърните соли, производни на силни киселини, не се хидролизират.
При нагряването на отворена система Ag2O се разлага равновесно:
{\displaystyle {\ce {Ag2O <-> 2Ag + 1/2O2}}} – 6,95 kcal
Налягането на газовата фаза при около 190 °С е 1 at, а при 302 °C – около 20,5 at. Като се има предвид, че парциалното налягане на кислорода във въздуха съставлява 152 mm Hg, е очевидно, че среброто не може да се окисли на въздуха при нагряване. Ето защо Ag2O е ендотермично съединение при нормална температура, като при нагряване се разлага, обаче нагряването не предизвиква реакция, а само променя скоростта на разложителния процес. Водородът и въглеродът го редуцират до метал при 100 °С. С него взаимодейства и H2O2. Разтваря се в киселини, амоняк, както и в разтвори на цианиди:
{\displaystyle {\ce {Ag2O + 4NH3 + H2O <-> 2[Ag(NH3)2]OH}}}
{\displaystyle {\ce {Ag2O + 2HNO3 -> 2AgNO3 + H2O}}}
Комплексният сребърно-амонячен хидроксид е силна основа. Ако към негов разтвор се добави подходящ редуктор (формалдехид и др.) и стъкленият съд е чист, среброто се отделя под формата на огледален слой и се образува т. нар. сребърно огледало. При престой от разтвора се отделя черна кристална маса от сребърен нитрид Ag3N, която има свойства на експлозив. Донякъде се разтваря в концентрирани алкални основи, при което се получават аргенити, в които участва йонът AgO-.

#### Сребърен хидроксид – AgOH
Може да се получи в разредени разтвори на AgNO3 и алкална основа. Бледа утайка, която се обезводнява до Ag2O. Данните в миналото за съществуването на по-нисши оксиди от Ag2O, като например Ag4O и други, понастоящем са отречени. Сребърният оксид намира приложение в медицината, в препаративната неорганична химия и др.

#### Сребърен флуорид – AgF
Той представлява бяла кристална маса, разтворима във вода. Познат е в няколко кристалхидрата. Безводен, поглъща до 850 обема NH3. С HF формира съединенията AgF.HF и AgF.3HF. Флуоридът е единстветият разтворим сребърен халогенид. Както и останалите халогениди, се разтваря в Na2S2O3 и KCN, поради образуваето на комплекси:
{\displaystyle {\ce {AgF + 2KCN -> K[Ag(CN)2] + KF}}}
{\displaystyle {\ce {AgF + 2Na2S2O3 -> Na3[Ag(S2O3)2] + NaF}}}

#### Сребърен хлорид – AgCl
Получава се като бяла утайка при процеса:
{\displaystyle {\ce {2Ag + Cl2 -> 2AgCl v}}}
Среща се и като минерал. Много малко разтворим във вода: 1 литър вода разтваря при 18 °С около 1,2×10-5 мола AgCl, но се разтваря в разтвори на цианиди, амоняк, тиосулфати поради образуването на комплексни съединения, респ. йоните [Ag(NH3)2], [Ag(CN)2], [Ag(S2O3)2]. Не се разтваря в киселини, обаче концентрирана HCl го разтваря доста поради образуването на комплексните йони [AgCl2]-. Относителна плътност 5,5 – 5,6. Топи се при 450 °С и образува оранжева течност, която затвърдява в рогоподобна маса. Тъй като AgCl има термично разширение почти като стъклото и добра адхезия към него, понякога се използва като спойка между стъклени плочи.
Над 1000 ˚С се изпарява. Кипи при 1554 ˚С. Сухият AgCl може да присъединява амонячни молекули, като се образува съединения от вида: AgCl.xNH3, където х = 1 – 3. Сребърният хлорид взет в суспензия се редуцира от цинков прах, като се получава т.нар. молекулно сребро:
{\displaystyle {\ce {2AgCl + Zn -> 2Ag + Zn^2+ + 2Cl^-}}}
Редуцира се и от атомен водород.

#### Сребърен бромид – AgBr
Сребърният бромид AgBr е бледожълта утайка; той е по-малко разтворим от AgCl. Използва се във фотографията.

#### Сребърен йодид – AgI
Той представлява жълта утайка, която е най-малко разтворима от халогенидите: 1 литър вода при 18 ˚С съдържа около 1,2×10-8 мола AgI. Известен е в три полиморфни форми: α-AgI, която е устойчива до 137 ˚С; β-AgI, устойчива до 146˚С, и γ-AgI (гама-AgI), устойчива до температурата на топене 552 ˚С. В отнасянията си към амоняка, цианидите, тиосулфатите и др. е близък до хлорида. С HI и алкалните йодиди образува доста стабилни и при това с голямо разнообразие комплексни съединения: K2[AgI3], K[AgI2] и др. Интересно е, че полиморфната форма γ-AgI е около 4000 пъти по-електропроводима, отколкото α-AgI. Изследванията са показали, че този факт се дължи на йонна проводимост. γ-AgI кристилизира в кубична кристална решетка, но атомите Ag нямат определени места; те са блуждаещи в кристалната решетка и определят високата проводимост. Използва се за принудително извалядане на градоностните облаци, преди да са се оформили ледени късове. Монокристали сребърен йодид служат за генерация и лазенро лъчение в ултравиолетовата област. Всички сребърни халогениди и сребърни съединения въобще са светлочувствителни; те се разлагат под влияние на светлината, така че независимо от механизма на фотохимичния процес, който е доста сложен и не е изучен изцяло, дават елементарно, фино диспергирано сребро, което обагря масата в тъмен цвят. Особено светлочувствителен е AgBr.

#### Сребърен нитрат – AgNO3
Това е най-често срещаната, в практиката, сребърна сол. Получава се от сребро и HNO3:
{\displaystyle {\ce {Ag + 2HNO3 -> AgNO3 + NO2 ^ + H2O}}}
Представлява безцветни, ромбични нехигроскопични кристали, разтворими добре във вода и донякъде в спирт, ацетон и пиридин. Водният му разтвор има неутрална реакция. Относителната му плътност е 4,35. Топи се при 208,5 ˚С. Познат е в две полиморфни форми с температура на превръщане 159,6 ˚С. Разтворимостта му във вода силно се увеличава с повишаване на температурата. При 100 ˚С в 100 cm3 вода се съдържат 925 g AgNO3. При нагряване се разлага до нитрит, който при по-висока температура преминава в сребро:
{\displaystyle {\ce {AgNO3 -> AgNO2 + 1/2O2 ^}}}
Редукционно действащите вещества го превръщат в елементарно сребро. По тези причини, ако попадне върху кожата, я багри в черно. Полученото сребро при процеса:
{\displaystyle {\ce {2Ag^+ + Hg -> Hg^2+ + 2Ag}}}
се разтваря в живак, като се образуват съединенията Ag3Hg4, Ag3Hg2, Ag3Hg, които като твърди образуват дървото на Диана. С KNO3 образува двойна сол, докато с NaNO3 – смесен метал. Популярно наименование на сребърния нитрат е „адски камък“. Намира приложение в галванотехниката, фотографията, при производство на огледала, в медицината за изгаряне на мъртви места, в козметиката за изкуствени „луни“ и др.

#### Сребърен сулфид – Ag2S
Получава се при прекарване на H2S през разтвор на сребърна сол. Той е черна утайка, която не се разтваря в киселини, в амоняк и натриев тиосулфат, но се разтваря в алкални цианиди. Дава две полиморфни форми. Топи се при 654 ˚С. Той е най-малко разтворимото сребърно съединение.

#### Сребърен сулфат – Ag2SO4
Получава се при реакцията на сребърен нитрат със сярна киселина или алкален сулфат. Представлява ромбични кристали, слабо разтворими във вода. Относителна плътност 5,45. Топи се при 645 ˚С. Разлага се към 920 ˚С:
{\displaystyle {\ce {Ag2SO4 -> 2Ag + SO2 ^ + O2 ^}}}

#### Други сребърни +1 съединения
Съществува AgNO2 – жълтеникав, средно разтворим във вода, Ag3PO4 – жълт, Ag2P2O7 – бял, Ag2CO3 – жълт и др.

### Съединения на сребро +2
Йонът Ag2+ се получава в оранжев преходен вид [Ag(H2O)6]2+ чрез окисление на сребърни (+1) соли с озон в силно кисел разтвор. Лесно редуцира водата до кислород. Известни са и органични производни на среброто, в които е от втора валентност.

#### Сребърен оксид
От двувалентните съединения е получен AgO (Ag2O2), означаван понякога неправилно като сребърен пероксид. Представлява черна до виолетова маса, която се получава при взаимодействието на сребърна сол с алкален преоксидисулфат или при действието на озон върху среброто. Действа силно окислително.

#### Сребърен дифлуорид
Получен е и AgF2. При нагряване той се разлага, като отделя флуор:
{\displaystyle {\ce {AgF2 ->[t] Ag + F2 ^}}}.
Затова е много добър флуориращ агент. Сребърният дифлуорид се образува от реакция на флуор с фино прахообразно сребро. Съединението е антиферомагнитно. Може да се използва като добър източник на флуор в химични реакции. Поради образуването на AgF2 като междинен продукт, среброто е катализатор при реакциите на флуор с други газове. Флуорните йони и AgF2 образуват флуорокомплексите AgF3- и синьо-виолетовите AgF42- и AgF64−.

#### Сребърен флуоросулфат
Ag(SO3F)2 се получава чрез нагряване на метала със S2O6F2 при 70 °C и е стабилен до 210 °C.

### Съединения на сребро +3 и +4
От тривалентните съединения са получени Ag2O3. Получава се при анодно окисление на воден разтвор от AgO в HNO3, AgClO4 или AgBF4 до черни, метално блестящи кристали.
Известни са също К[AgF4], както и съединения с комплексен характер и относително сложен състав.
Трисребърният тетроксид, Ag3O4, съдържа както двувалентно, така и тривалентно сребро – Ag3Ag42O4.

## Биологично действие
Среброто не е биогенен елемент и не участва в метаболизма, но е част от много биохимични процеси.

### Антисептични свойства
Среброто действа антисептично. При поставяне на сребърна пластина в хранителна среда на някоя бактериална култура, бактериите умират. Счита се, че среброто проявява олигодинамично действие. Това действие е присъщо и на други метали – злато, мед и др. Специално при среброто това негово действие се използва във фармацията за приготвяне на редица препарати, намиращи приложение в медицината. Освен това се употребява за посребряване, направа на огледала, в химическото приборостроене и др.

## Употреба

### Пари и валута
Среброто под формата на златно-сребърна сплав (electrum, електрон) се използва за сечене на монети още от около 700 г. пр.н.е. от лидийците. По-късно започват да го рафинират и да секат монети от чисто сребро и много народи са използвали среброто като основа на монетарната си система – т. нар. сребърен стандарт, който се използва от разпадането на Византийската империя до 19 век. През 19 век много нации, сред които САЩ и Великобритания, преминават от сребърен към златен стандарт на националната си валута, а през 20 век той бива заменен с други механизми за стабилност на националните валути.
В съвременния свят среброто се използва като ценен метал под формата на инвестиционни монети и кюлчета. Една унция чисто сребро има код за валута XAG според ISO 4217. Името на английската валута лира стерлинг (на английски: pound sterling) (£) отразява факта, че първоначално това е бил един паунд (фунт) сребро. Изразът стерлинг е свързан със състава: sterling silver е сплав, съдържаща 92,5% сребро и 7,5% други метали, обикновено мед, като стандартът за стерлингово сребро има минимална проба за чистота 925. Стерлинговото сребро е по-твърдо от чистото сребро и има по-ниска точка на топене (893 °C).

### Бижутерия и сребърни изделия
Главната употреба на среброто е като скъпоценен метал. В чисто състояние среброто е 92,5%, примесено е обикновено с мед – стерлингово сребро. Бижутата и сребърните изделия обикновено се правят от тази смес. Често то се покрива отгоре с тънък слой от чисто сребро 99,9 %, за да му се придаде блясък, или от родий, за да се наподоби злато.
От среброто и сплавите му се изработват още сервизи, полилеи, монети и медали, акумулатори, огледала, свещници, чаши и др. Посребряват се медни, месингови и други предмети. Т. нар. Britannia silver е алтернативна смес, съдържаща 95,8 % сребро, често използвана за сребърни прибори.
Среброто е съставна част на почти всички сребърни сплави и припои, като им придава по-светъл цвят и по-голяма твърдост. Бялото злато от 9 карата съдържа 62,5 % сребро и 37,5 % злато, докато 22-каратовото злато съдържа до 8,4 % сребро или 8,4 % мед.

### Фотография
Основното положение, на което се гради фотографският процес, е светлочувствителността на сребърните соли, по-точно на AgBr и AgCl. Светлочувствителният слой на фотографските плаки и филми представлява емулсия от AgBr в желатин, която за да повиши светлочувствителността си се оставя да узрее при подходящи условия.
При излагането на фотографската плака на светлина AgBr се разлага до елементарно сребро, и то пропорционално на силата на светлината. Механизмът на фотохимичния процес е следният: при облъчване на сребърния халогенид се емитират електрони и при това в нарастваща степен в реда AgI-AgCl-AgBr. По всяка вероятност протича двуетапен процес. При това образът, очертан от отделилото се сребро, не се вижда и затова се нарича латентен или скрит. За да стане латентният образ видим, той се проявява. Проявяването става в тъмна стая с вещества, които поначало действат редукционно. При това редукционният процес по скорост е пропорционален на експозицията на светлината. Тъй като плаката е още светлочувствителна (в нея се намира още непроменен AgBr), тя се фиксира като се промива с фиксаж.
През 1998 г. 30,98 % от използваното сребро в света е било с приложение във фотографията като сребърен нитрат и сребърен халогенид, а през 2001 това количество спада до 23,47 %, като 20,03 % отива за нуждите на бижутерията, 38,51 % за промишлени приложения и само 3,5 % за монети и медали. Употребата на сребро във фотографията бързо намалява поради намалялото търсене на фотографски филми – през 2007 г. само 14,3 % от използваното сребро е за фотографски цели, което е половината от количеството през 1998 г.

### Електротехника и електроника
В някои електрически и електронни компоненти, среброто се използва поради отличната си проводимост. Например в печатните платки и RFID антените се използва сребърна паста , а в компютърните клавиатури има сребърни електрически контакти. Някои от аудиосистемите от висок клас използват изцяло сребърни проводници (цифрово-аналогови преобразуватели, предусилватели), защото се смята, че така се получава най-незначително влошаване на качеството на сигнала. Във високоволтови контакти се използва сребърно-кадмиев оксид, способен да издържи при искренето в резултат на електрическа дъга.
По-малките електронни уреди като слухови апарати и електронни часовници обикновено работят със сребърно-цинкови, сребърно-кадмиеви или сребърно-оксидни батерии поради техния дълъг живот и голямо отношение енергия/тегло. При тях положителният електрод е изработен от сребърен оксид, а отрицателният електрод е от цинк. Използва се алкален електролит, обикновено натриева основа (NaOH) или калиева основа (KOH). Среброто се редуцира върху катода от Ag(I) до Ag, а цинкът се окислява от Zn до Zn(II). Химическата реакция протичаща в батерията, е следната:
{\displaystyle {\ce {Zn{}+Ag2O->[{\text{KOH/NaOH}}]ZnO{}+2Ag}}}

### Оптика
Среброто е предпочитано при изготвянето на оптични елементи за прецизна оптика, като в частност огледалата с най-висок коефициент на отражение на светлината от видимата област се правят с покритие от сребро. При по-обикновените огледала за ежедневна употреба използват алуминий. Слоевете са много тънки и се нанасят със специална апаратура. Среброто е предпочитаният материал и за изработка на слънчеви колектори.

### Медицина
Сребърните йони и сребърните съединения унищожават болестотворни бактерии, вируси, водорасли и гъбички – типично въздействие за тежките метали като олово или живак, но за разлика от тях среброто не е така токсично за човека. Това антимикробно действие е известно отдавна и някога хората са държали водата в сребърни съдове или са пускали сребърна монета, за да запазят течностите от разваляне. За лекуване на рани се използва „сребърен памук“ и „сребърна марля“, предварително напоени със сребърен нитрат и изсушени (йоните Ag+ имат дезинфекционно действие). Антимикробното действие на среброто продължава да е предмет на научни изследвания.
Среброто лесно образува сплав с живак, калай и други метали при нормална температура и затова се използва за приготвянето на амалгама, използвана за изработка на зъбни пломби в стоматологията. За тази цел смес от сребърен прах се смесва с живак до образуването на твърда паста, с която лесно се поставя запълващата пломба. Окончателното втвърдяване приключва след няколко часа.